# Somatidia corticola
Somatidia corticola là một loài bọ cánh cứng trong họ Cerambycidae.